# Rhododendron burtii
Rhododendron burtii är en ljungväxtart som beskrevs av P.J.B. Woods. Rhododendron burtii ingår i släktet rododendron, och familjen ljungväxter. Inga underarter finns listade i Catalogue of Life.